# Sejran Ohanjan

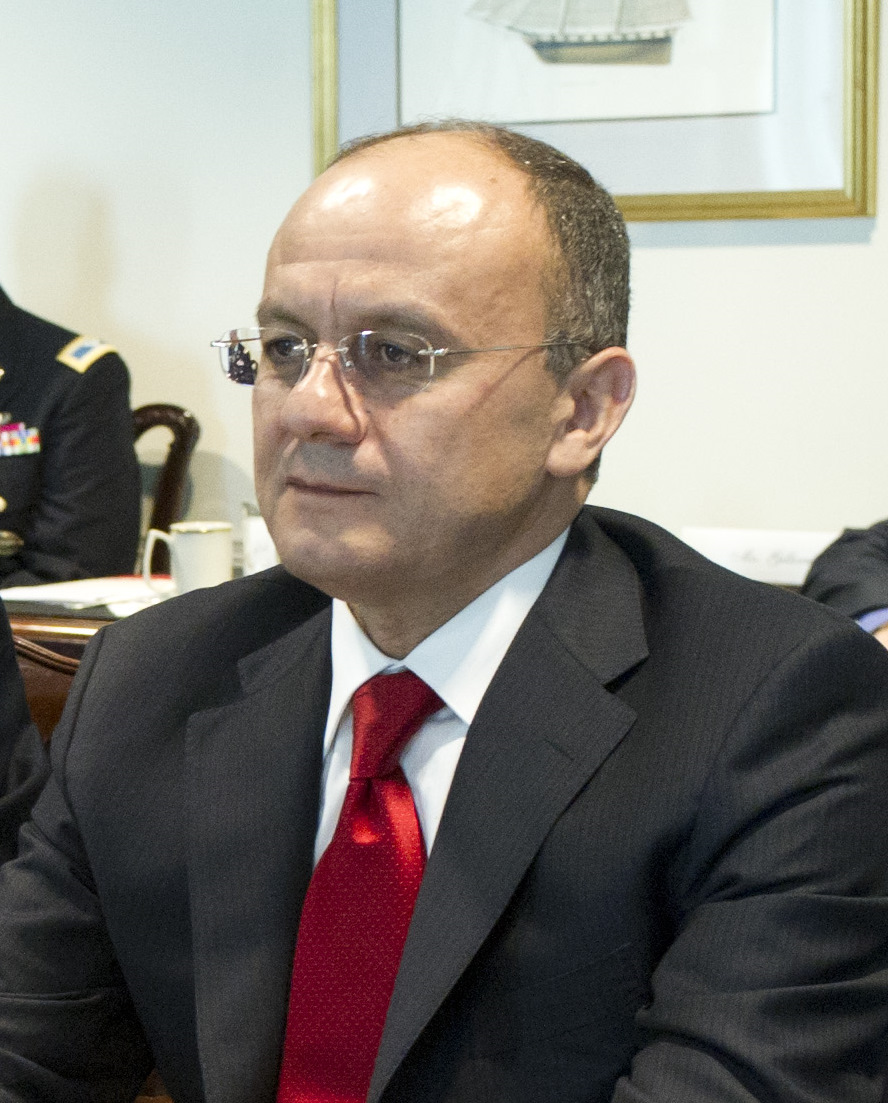
Sejran Ohanjan

Sejran Ohanjan (armenisch Սեյրան Օհանյան; * 1. Juli 1962 in Schuschi, Autonomes Gebiet Bergkarabach, Aserbaidschanische Sozialistische Sowjetrepublik, UdSSR) ist ein armenischer parteiloser Politiker und Generaloberst. Er war Verteidigungsminister der Republik Armenien zwischen 2008 und 2016. Seit 2021 ist er Abgeordneter der Nationalversammlung und Vorsitzender der Oppositionsfraktion „Armenien“, welche größtenteils aus Abgeordneten der ARF und der Partei Wiedergeborenes Armenien besteht.

## Biographie
Die Familie von Ohanjan zog kurz nach seiner Geburt ins Dorf Atabek der aserbaidschanischen Stadt Şəmkir (damals Schamchor). Von 1969 bis 1979 besuchte er die Allgemeinschule in der Provinz Nairi der Armenischen SSR.
Zwischen 1979 und 1983 erwarb Ohanjan eine militärische Ausbildung in der Höheren Kommandoschule für kombinierte Waffen in Baku. Nach dem Abschluss wurde er in die DDR beordert, um seinen Dienst in der Gruppe der sowjetischen Streitkräfte in Deutschland fortzusetzen. Hier wurde er zunächst als Kommandant eines motorisierten Schützenzuges eingesetzt. 1987 erfolgte die Beförderung zum Kommandeur einer motorisierten Infanterieeinheit.
Im Juni 1988 wurde Ohanjan in den Kaukasus versetzt und dem Transkaukasischen Militärkreis zugewiesen. Hier wurde er zum Befehlshaber der in Stepanakert (Xankəndi) stationierten sowjetischen 366. Garde-Schützendivision ernannt. Im September 1990 stieg er zum Anführer des ebenfalls in Stepanakert dislozierten 2. Schützenbataillons auf.
Ohanjan soll als einer der Befehlshaber der 366. Garde-Schützendivision im Februar 1992 am Massaker von Chodschali, bei dem mehrere Hundert aserbaidschanische Zivilisten von armenischen Einheiten getötet wurden, unmittelbar beteiligt gewesen sein. In einer dem nationalen Zentralbüro vom Interpol vorgelegten Liste von 38 armenischen Politikern und Militärangehörigen, denen die aserbaidschanische Seite das Kriegsverbrechen vorwirft, wird Ohanjan als einer der Hauptverantwortlichen aufgeführt. Die massenhafte Ermordung der Zivilbevölkerung in Chodschali bezeichnete Human Rights Watch als das größte Massaker während des Bergkarabachkrieges.
Im Mai 1992 nahmen die Einheiten von Ohanjan an der Besetzung der mehrheitlich aserbaidschanisch besiedelten Stadt Şuşa in Bergkarabach teil. Während schwerer Kampfhandlungen in der Provinz Mardakert im Osten des abtrünnigen Gebiets im September 1992 wurde Ohanjan schwer verletzt und verlor ein Bein.
Nach dem Ende der militärischen Auseinandersetzungen rückte Ohanjan 1994 zum ersten stellvertretenden Armeekommandanten und 1999 zum Oberbefehlshaber der Streitkräfte der international nicht-anerkannten Republik Bergkarabach auf.
2007 wurde Ohanjan per Erlass des armenischen Präsidenten Robert Kotscharjan zum Generalstabschef der Armee der Republik Armenien ernannt. Ein Jahr später berief ihn Präsident Sersch Sargsjan zum Verteidigungsminister des Landes. 2016 trat er von seinem Amt zurück.
Im Vorfeld der Parlamentswahlen 2017 gründete Ohanjan die die Ohanjan-Raffi-Oskanjan-Allianz (kurz ORO-Allianz) und versuchte die regierende Partei um Sersch Sargsjan herauszufordern. Doch der Block bekam nicht genügend Stimmen und scheiterte an der 7-Prozent-Hürde.
Im Januar 2019 wurde Ohanjan von der armenischen Generalstaatsanwaltschaft des Umsturzes der Verfassungsordnung während der Proteste in Armenien 2008 beschuldigt und mit Ausreiseverbot belegt. Ohanjan selbst, der zum Zeitpunkt der tagelangen Massenkundgebungen in Jerewan Generalstabschef der armenischen Truppen war, bestreitet die gegen ihn erhobenen Vorwürfe.
Bei der Parlamentswahl in Armenien 2021 wurde Ohanjan für das Wahlbündnis „Armenien“ unter Spitzenkandidat Robert Kotscharjan in die Nationalversammlung gewählt. Die größtenteils aus Abgeordneten der ARF und der Partei Wiedergeborenes Armenien bestehende Fraktion „Armenien“ wählte Ohanjan am 2. August 2021 zum Fraktionsvorsitzenden.

## Privates
Sejran Ohanjan ist verheiratet und hat vier Kinder (drei Söhne und eine Tochter).